# Герб Тароки
Ге́рб Таро́ки — офіційний символ міста Тарока, Португалія. Використовується як територіальний герб. У срібному щиті три зелені гори, на центральній з яких стоїть чорний замок із трьома баштами, золотими вікнами і брамою. Підніжжя щита перетяте чотирма срібними і трьома синіми смугами. Праворуч від замку пурпурне виноградне гроно із зеленим листям, ліворуч — пучок із трьох золотих колосків, перев'язаних зеленою стрічкою. Щит увінчує срібна мурована міська корона з п'ятьма вежами.  Під щитом біла стрічка, на якій великими літерами напис португальською: «Tarouca» (Тарока).  Офіційно затверджений 5 липня 1951 року.  

## Галерея

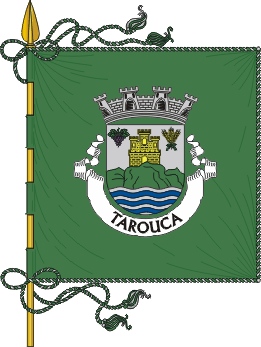
Прапор